# Championnats panaméricains de cyclisme sur piste de 2016
Navigation
Championnats panaméricains 2015 Championnats panaméricains 2017
Les Championnats panaméricains de cyclisme sur piste sont les championnats continentaux annuels de cyclisme sur piste pour les pays membres de la Confédération panaméricaine de cyclisme.
Les compétitions se déroulent du 5 au 9 octobre à Aguascalientes, au Mexique.
Un record du monde, neuf records panaméricains, une cinquantaine de meilleures marques nationales battus et la troisième victoire consécutive de la sélection colombienne sont les principaux faits marquants d'une compétition qui a consacré Fabián Puerta et Jessica Salazar, rois de la vitesse en Amérique.

## Podiums
| Épreuves                | Or                                                                         | Argent                                                           | Bronze                                                                  |
| ----------------------- | -------------------------------------------------------------------------- | ---------------------------------------------------------------- | ----------------------------------------------------------------------- |
| Compétitions masculines |                                                                            |                                                                  |                                                                         |
| Kilomètre               | Santiago Ramírez Colombie                                                  | Diego Peña Colombie                                              | Stefan Ritter Canada                                                    |
| Keirin                  | Fabián Puerta Colombie                                                     | Leandro Bottasso Argentine                                       | Kwesi Browne Trinité-et-Tobago                                          |
| Vitesse individuelle    | Fabián Puerta Colombie                                                     | Jair Tjon En Fa Suriname                                         | Santiago Ramírez Colombie                                               |
| Vitesse par équipes     | Colombie Rubén Darío Murillo Fabián Puerta Santiago Ramírez                | Argentine Leandro Bottasso Pablo Perruchoud Juan Pablo Serrano   | Canada Patrice Pivin Joel Archambault Stefan Ritter                     |
| Poursuite individuelle  | Eduardo Estrada Colombie                                                   | Jay Lamoureux Canada                                             | Edison Bravo Chili                                                      |
| Poursuite par équipes   | Colombie Juan Esteban Arango Brayan Sánchez Eduardo Estrada Wilmar Paredes | Canada Ed Veal Aidan Caves Jay Lamoureux Adam Jamieson           | Chili Antonio Cabrera Edison Bravo Nicolás González (en) Diego Ferreyra |
| Course aux points       | Juan Esteban Arango Colombie                                               | Manuel Rodas Guatemala                                           | Rubén Ramos Argentine                                                   |
| Américaine              | Chili Antonio Cabrera Edison Bravo                                         | Colombie Eduardo Estrada Jordan Parra                            | Argentine Rubén Ramos Sebastián Trillini                                |
| Scratch                 | Alfredo Santoyo Mexique                                                    | Zak Kovalcik États-Unis                                          | Edwin Sutherland Barbade                                                |
| Omnium                  | Aidan Caves Canada                                                         | Julio Padilla Guatemala                                          | Zak Kovalcik États-Unis                                                 |
| Compétitions féminines  |                                                                            |                                                                  |                                                                         |
| 500 mètres              | Jessica Salazar Mexique                                                    | Martha Bayona Colombie                                           | Juliana Gaviria Colombie                                                |
| Keirin                  | Daniela Gaxiola Mexique                                                    | Juliana Gaviria Colombie                                         | Martha Bayona Colombie                                                  |
| Vitesse individuelle    | Jessica Salazar Mexique                                                    | Yuli Verdugo Mexique                                             | Daniela Gaxiola Mexique                                                 |
| Vitesse par équipes     | Mexique Jessica Salazar Yuli Verdugo                                       | Colombie Juliana Gaviria Martha Bayona                           | États-Unis Mandy Marquardt Madalyn Godby                                |
| Poursuite individuelle  | Kelly Catlin États-Unis                                                    | Marlies Mejías Cuba                                              | Jasmin Glaesser Canada                                                  |
| Poursuite par équipes   | Canada Jasmin Glaesser Ariane Bonhomme Kinley Gibson Jamie Gilgen          | Mexique Yareli Salazar Mayra Rocha Sofía Arreola Jessica Bonilla | Chili Javiera Reyes Constanza Paredes Carolina Oyarzo Paola Muñoz       |
| Course aux points       | Jasmin Glaesser Canada                                                     | Arlenis Sierra Cuba                                              | Ariane Bonhomme Canada                                                  |
| Scratch                 | Yareli Salazar Mexique                                                     | Paola Muñoz Chili                                                | Arlenis Sierra Cuba                                                     |
| Omnium                  | Marlies Mejías Cuba                                                        | Yareli Salazar Mexique                                           | Lorena Colmenares Colombie                                              |
| Américaine              | Mexique Mayra Rocha Sofía Arreola                                          | États-Unis Colleen Gulick Christina Birch                        | Cuba Marlies Mejías Iraida García                                       |

## Tableau des médailles
Cinquante-sept médailles ont été distribuées lors des compétitions. La course à l'américaine féminine n'attribuait pas de médaille, cette année.
| Rang  | Nation            | Or | Argent | Bronze | Total |
| ----- | ----------------- | -- | ------ | ------ | ----- |
| 1     | Colombie          | 7  | 5      | 4      | 15    |
| 2     | Mexique           | 6  | 3      | 1      | 10    |
| 3     | Canada            | 3  | 2      | 4      | 9     |
| 4     | Cuba              | 1  | 2      | 1      | 4     |
| 5     | Chili             | 1  | 1      | 3      | 5     |
| 6     | États-Unis        | 1  | 1      | 2      | 4     |
| 7     | Argentine         | 0  | 2      | 2      | 4     |
| 8     | Guatemala         | 0  | 2      | 0      | 2     |
| 9     | Suriname          | 0  | 1      | 0      | 1     |
| 10    | Barbade           | 0  | 0      | 1      | 1     |
| -     | Trinité-et-Tobago | 0  | 0      | 1      | 1     |
| Total | Total             | 19 | 19     | 19     | 57    |